# Gouvernement Hontcharouk
Ukraine
Hroïsman Chmyhal
Le gouvernement Hontcharouk est le gouvernement ukrainien du 29 août 2019 au 4 mars 2020.

## Coalition et historique

### Formation
La composition de ce gouvernement est annoncée le 29 août 2019.

### Dissolution
Hontcharouk présente sa démission et celle du gouvernement le 17 janvier 2020, après la divulgation d'un enregistrement audio où il moque les faibles connaissances en économie du président Zelensky. Ce dernier décide néanmoins de refuser la démission, évoquant un « besoin de stabilité ».
Oleksi Hontcharouk présente cependant à nouveau sa démission le 3 mars suivant. Volodymyr Zelensky l’accepte au motif de mauvais résultats économiques et sociaux dans un contexte de baisse de sa popularité à la suite de scandales entourant des responsables gouvernementaux et des négociations avec la Russie. Le lendemain, le vice-Premier ministre Denys Chmyhal, lui succède avec un gouvernement comprenant plus de personnalités « expérimentées »,,.

## Composition
| Fonction                                                                           | Titulaire | Titulaire                              | Parti |
| ---------------------------------------------------------------------------------- | --------- | -------------------------------------- | ----- |
| Premier ministre                                                                   |           | Oleksi Hontcharouk                     | Sans  |
| Vice-Premier ministre chargé de l'Intégration européenne                           |           | Dmytro Kouleba                         | Sans  |
| Vice-Premier ministre Ministre de la Transformation digitale                       |           | Mykhailo Fedorov                       | SN    |
| Vice-Premier ministre Ministre du Développement des communautés et des Territoires |           | Denys Chmyhal (à partir du 04/02/2020) | Sans  |
| Ministre de l'Intérieur                                                            |           | Arsen Avakov                           | NF    |
| Ministre des Affaires étrangères                                                   |           | Vadym Prystaïko                        | Sans  |
| Ministre des Finances                                                              |           | Oksana Markarova                       | Sans  |
| Ministre de la Défense                                                             |           | Andriy Zahorodniouk                    | Sans  |
| Ministre de l'Éducation                                                            |           | Hanna Novossad                         | SN    |
| Ministre de la Politique sociale                                                   |           | Ioulia Sokolovska                      | Sans  |
| Ministre des Territoires occupés temporairement et des personnes déplacées         |           | Oksana Koliada                         | Sans  |
| Ministre de la Justice                                                             |           | Denys Maliouska                        | SN    |
| Ministre de la Santé                                                               |           | Zoryana Skaletska                      | Sans  |
| Ministre de l'Énergie et de l'Environnement                                        |           | Oleksiy Orjel                          | SN    |
| Ministre des Infrastructures                                                       |           | Vladyslav Krykliy                      | SN    |
| Ministre du Développement économique, du Commerce et de l'Agriculture              |           | Tymofiy Mylovanov                      | Sans  |
| Ministre du Développement des communautés et des Territoires                       |           | Alyona Babak (jusqu'au 04/02/2020)     | SN    |
| Ministre de la Culture, de la Jeunesse et des Sports                               |           | Volodymyr Borodianskyi                 | Sans  |
| Ministre, secrétaire général du gouvernement                                       |           | Dmytro Dubilet                         | Sans  |